# キム・アヨン
キム・アヨン（朝鮮語: 김아영、1972年 - ）は、韓国の声優である。MBC声優劇会に1997年から所属している。

## 出演作品

### アニメ
- yes!プリキュア5 （夏木りん/キュアルージュ）

- シャーマンキング （アイアンメイデン・ジャンヌ）

### 吹き替え
- X-メン (映画)（MBCテレビ放送版）（ローグ（アンナ・パキン））